# Camises vermelles (Itàlia)
Els Camises vermelles (italià: Camicie rosse o Giubbe rosse), també anomenats Garibaldini, són voluntaris que van seguir el patriota italià Giuseppe Garibaldi durant les seves campanyes. El nom derivava del color de les seves camises o bruses amples que els voluntaris portaven en lloc d'uniforme.
La força es va originar com la Legió Italiana donant suport al Partido Colorado durant la Guerra Civil Uruguaiana. La història és que a Garibaldi li van regalar camises vermelles destinades als treballadors de l'escorxador. Més tard, durant les guerres de la Unificació d'Itàlia, els Camises Vermelles van guanyar diverses batalles contra els exèrcits de l'Imperi Austríac, el Regne de les Dues Sicílies i els Estats Pontificis. Sobretot, Garibaldi va liderar els seus camises vermelles a l'Expedició dels Mil de 1860, que va concloure amb l'annexió de Sicília, sud d'Itàlia, Marques i Umbria al Regne de Sardenya, que va portar a la creació del recentment unificat Regne d'Itàlia. Les seves empreses militars a Amèrica del Sud i Europa van fer que Garibaldi es conegués com l'"Heroi dels dos mons".
Els termes Camises vermelles i Garibaldino també es van utilitzar per descriure els voluntaris italians en conflictes internacionals posteriors, inclosa la Legió Garibaldi de Polònia organitzada pel fill de Garibaldi Menotti durant l'aixecament de gener (1863); els voluntaris de Camisa Vermella dirigits pel fill de Garibaldi Ricciotti que van lluitar amb l'exèrcit de Grècia durant la guerra greco-turca (1897) i la Lliga dels Balcans durant la Primera Guerra dels Balcans (1912-1913); la Legió Garibaldi que va lluitar per França a la Primera Guerra Mundial (1914-1915); el Batalló Garibaldi que va lluitar pels republicans a la Guerra Civil Espanyola; i els partisans antifeixistes italians a la Segona Guerra Mundial.

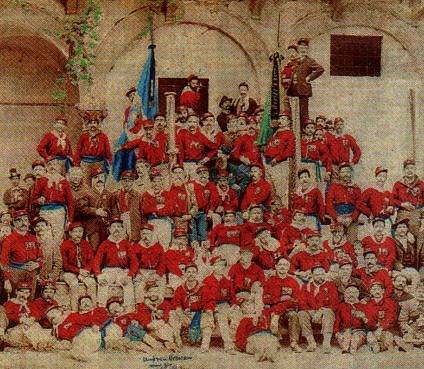
Voluntaris de camisa vermella de Brescia durant l'Expedició dels Mil (1860)

Els camises vermelles eren molt populars i van influir en molts exèrcits arreu del món. Per exemple, durant la Guerra Civil Americana, la Guàrdia Garibaldi de la Unió i el seu homòleg confederat, el Legió Garibaldi, portaven camises vermelles com a part dels seus uniformes.
La camisa Garibaldi també es va convertir en un tipus de roba popular. Segons A Cultural History of the Modern Age: The Crisis of the European Soul, "Durant un temps considerable Garibaldi va ser l'home més famós d'Europa, i la camisa vermella, la camicia rossa, es va convertir en la moda per a dones, fins i tot fora d'Itàlia".

## Fons

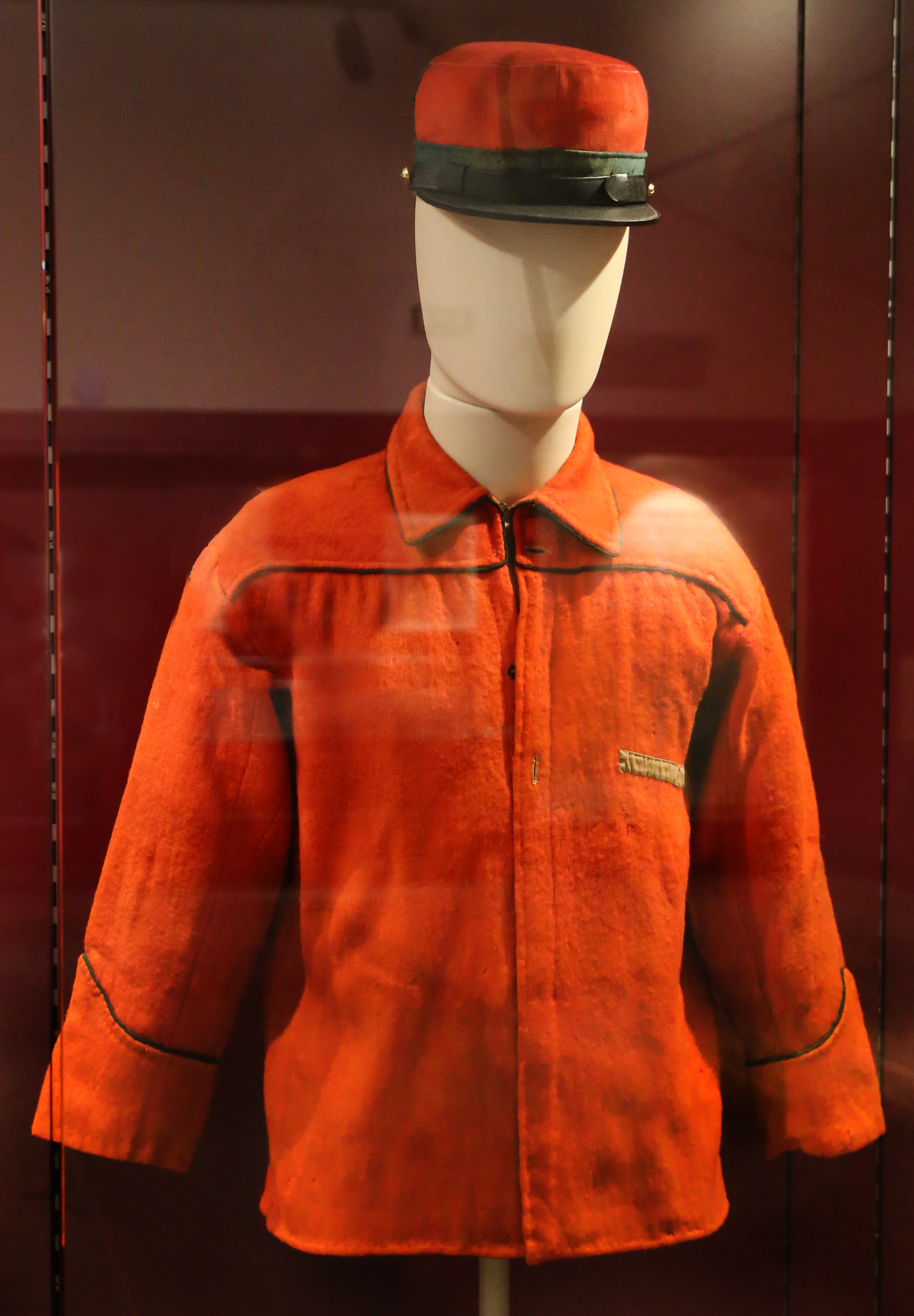
Una típica camisa vermella i gorra d'un Garibaldino a Livorno

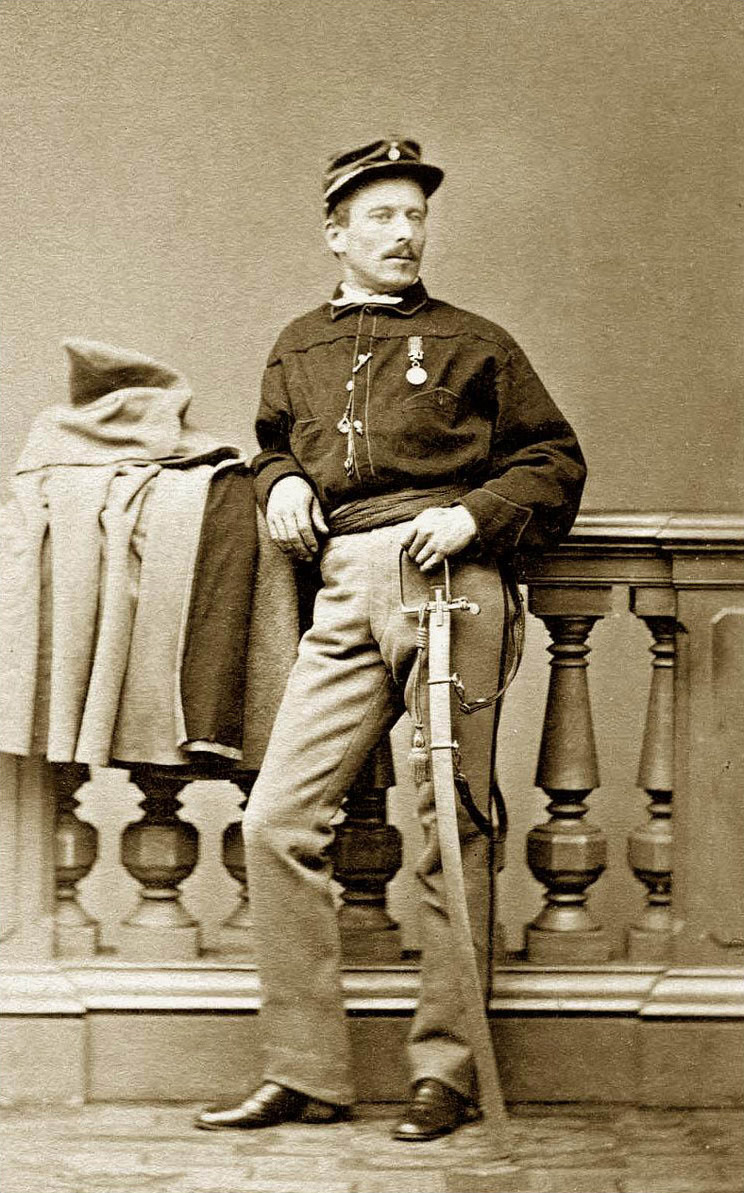
Giuseppe Barboglio un camisa vermella voluntari dels Mil portant la Medalla de Marsala

Giuseppe Garibaldi va fundar els camises vermelles durant els seus anys d'exili, Garibaldi va participar en una acció militar a l'Uruguai. El 1843, allà va utilitzar originalment camises vermelles d'un estoc destinat als treballadors de l'escorxador de Buenos Aires. Més tard, va passar un temps de retir privat a Nova York. Tots dos llocs han estat reivindicats com el bressol de la camisa vermella garibaldiana.
La formació de la seva força de voluntaris a l'Uruguai, el seu domini de les tècniques de la guerra de guerrilles, la seva oposició a l'Emperador del Brasil i a les ambicions territorials de l'Argentina (percebuda pels liberals com també imperialistes), i les seves victòries a la les batalles de Cerro i San Antonio el 1846 van assegurar la independència de l'Uruguai i van convertir Garibaldi i els seus seguidors en herois a Itàlia i Europa. Garibaldi va ser aclamat més tard com el "Gran Chico Fornido" sobre la base d'aquestes gestes.
A l'Uruguai, va cridar als italians de Montevideo i va formar la Legió Italiana el 1843. En anys posteriors, es va afirmar que a l'Uruguai la legió va lluir per primera vegada les camises vermelles (associades amb el "Mil" de Garibaldi), que es deia que s'obtenien d'una fàbrica de Montevideo que tenia la intenció d'exportar-los als escorxadors d'Argentina. Les camises vermelles que lluïen els carnissers argentins a la dècada de 1840 no estan documentades d'una altra manera, però, i la famosa camicie rosse no va aparèixer durant les lluites de Garibaldi a Roma el 1849–1850.
Més tard, després del fracàs de la campanya per Roma, Garibaldi va passar entre 1850 i 1853 amb el patriota i inventor italià, Antonio Meucci, en una modesta casa d'estructura gòtica (ara designada lloc de referència de la ciutat de York), a Staten Island, Nova York abans de navegar cap a Itàlia el 1853. El Garibaldi-Meucci Museum es troba a Staten Island.
A la ciutat de Nova York, abans de la Guerra Civil americana, les companyies rivals de bombers voluntaris eren els grans herois de la classe treballadora. El seu coratge, esperit cívic i companyerisme animat van inspirar seguidors fanàtics a tot Nova York, els "aficionats al foc" originals.
Les companyies de bombers voluntaris variaven en la integritat i els detalls dels seus uniformes, però tots portaven la camisa de franel·la vermella. Quan Garibaldi va tornar a Itàlia després de la seva estada a Nova York, les camises vermelles van fer la seva primera aparició entre els seus seguidors.

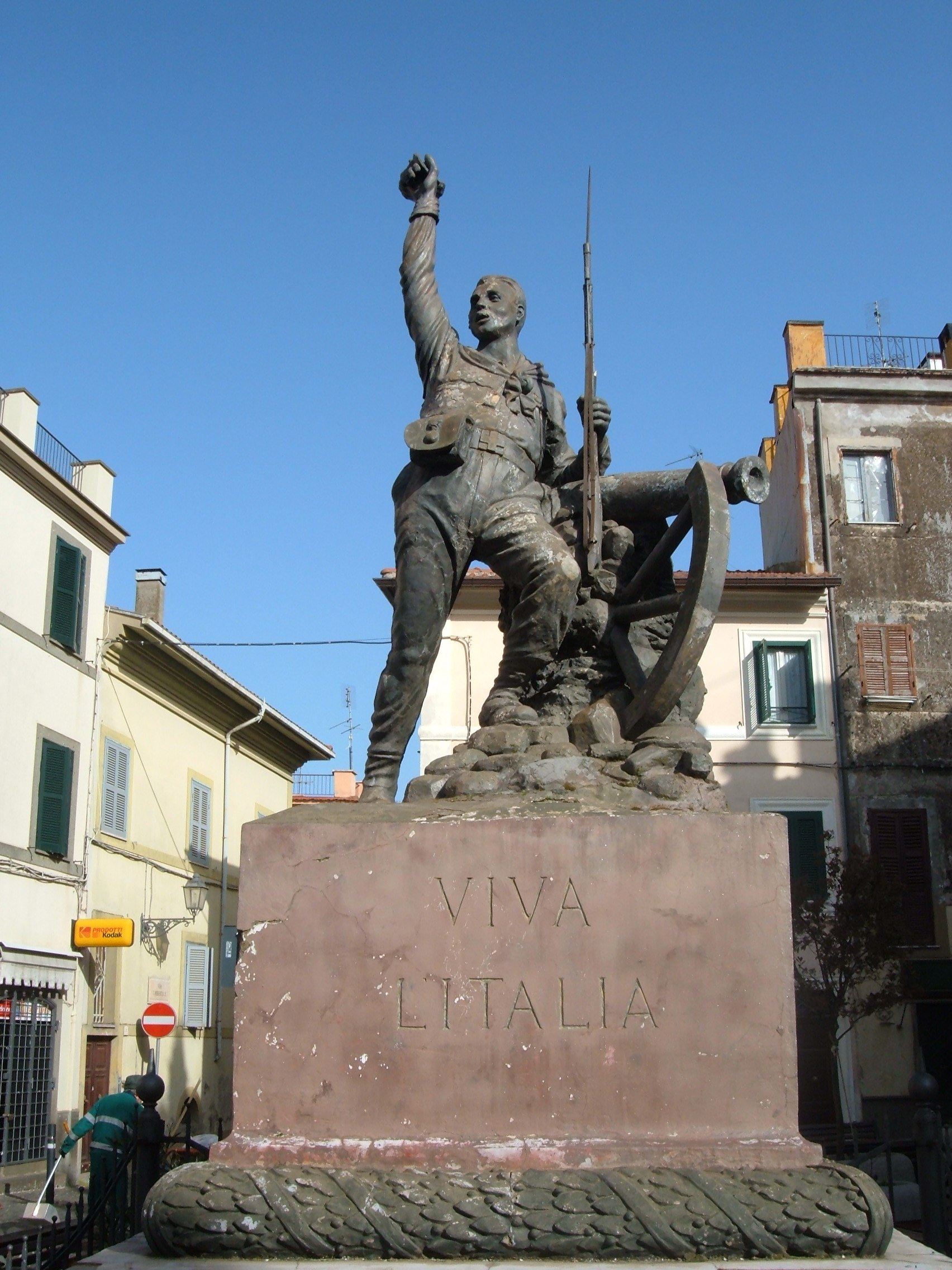
Un monument comunal patriòtic típic als Garibaldini, a Monte Porzio

Garibaldi va continuar sent un heroi local entre els immigrants europeus de tornada a la ciutat. La "Guàrdia Garibaldi" (39è Voluntaris de l'Estat de Nova York) va lluitar a la Guerra Civil Americana des de 1861 fins a 1865. Com a part del seu uniforme, tots els homes allistats portaven "Camises Garibaldi" de llana vermella. New York Tribune els va descriure:
| « | Els oficials de la Guàrdia són homes que han ocupat comandaments importants en els exèrcits revolucionaris hongarès, italià i alemany. Molts d'ells estaven en els exèrcits sard i francès a Crimea i a Algèria. | » |

La moda femenina, la camisa Garibaldi, va ser iniciada l'any 1860 per l'Emperadriu Eugénie a França, i l'estil blusa es va mantenir popular durant alguns anys i finalment es va convertir en la victoriana cintura de la camisa i la brusa de dona moderna.
El fill de Garibaldi, Ricciotti Garibaldi, més tard va dirigir les tropes voluntàries de Camisa Vermella que van lluitar amb l'Exèrcit Hel·lènic a la Guerra Greco-Turca el 1897 i la Primera Guerra dels Balcans el 1912–13.

## Llegat
Els camises vermelles van inspirar a Benito Mussolini quan va formar les unitats feixistes italians Camises negres (MVSN). Això va inspirar les unitats de Brownshirts d'Adolf Hitler, els Sturmabteilung (SA) i els quasi-feixistes irlandesos Blueshirts, dirigits per Eoin O'Duffy. Tot i que tenien un to vagament nacionalista, Garibaldi i els seus homes no eren protofeixistes sinó liberals radicals de l'època, donant suport als independentistes a Amèrica i Europa.
El Nottingham Forest Football Club porta les samarretes vermelles Garibaldi des de la seva fundació el 1865.